# Psałterz woroniecki
Psałterz woroniecki (rum. Psaltirea Voronețeană) – zabytek piśmiennictwa rumuńskiego, szesnastowieczny rękopis, zawierający przekład części Księgi Psalmów na język rumuński wraz z równoległym tekstem w języku cerkiewnosłowiańskim. 
Rękopis odnalazł w klasztorze Voroneț rumuński folklorysta i etnograf Simeon Florea Marian w 1882 roku. Dokument został następnie odkupiony przez Dimitrie Sturdzę i podarowany bibliotece Akademii Rumuńskiej (gdzie znajduje się pod sygnaturą 693). Tekst jest zdekompletowany, brakuje początkowej części dokumentu oraz kilkunastu kart w pozostałej części rękopisu. 
Psałterz woroniecki został opisany i porównany z Psałterzem szkejańskim przez Ovida Densusianu na łamach pisma Anuarul seminarului de istoria limbei și literaturei române w 1898 r. Wydanie drukowane psałterza przygotował George Giuglea publikując całość w zapisie cyrylickim w 1911 r. Constantin Gălușcă opublikował w 1913 nowe, dwujęzyczne wydane, w którym zestawił tekst przekładu z oryginałem słowiańskim. 
Charakterystyczną cechą językową Psałterza woronieckiego, jak również innych wczesnych przekładów biblijnych na język rumuński (np. Psałterza szkejańskiego), jest rotacyzm, czyli przechodzenie w rodzimych wyrazach interwokalicznej spółgłoski [n] w [r]. Zjawisko to wskazuje najprawdopodobniej północnorumuńskie (mołdawskie lub z północnego Siedmiogrodu) pochodzenie tekstu.